# واتسكا
واتسكا (إلينوي) (بالإنجليزية: Watseka, Illinois)‏ هي مدينة تقع في الولايات المتحدة في مقاطعة إيروكوي، إلينوي. يقدر عدد سكانها بـ 5,375 نسمة وترتفع عن سطح البحر 193 متر.

## التركيبة السكانية
حدّد مكتب تعداد الولايات المتحدة بيانات التركيبة السكانية لواتسكا في تعداد الولايات المتحدة. في ما يلي، التركيبة السكانية حسب تعدادي 2000 و2010.

### تعداد عام 2000
بلغ عدد سكان واتسكا 5,670 نسمة بحسب تعداد عام 2000، وبلغ عدد الأسر 2,314 أسرة وعدد العائلات 1,483 عائلة مقيمة في المدينة. في حين سجلت الكثافة السكانية 743.1 نسمة لكل كيلومتر مربع (1,924.6/ميل2). وبلغ عدد الوحدات السكنية 2,463 وحدة بمتوسط كثافة قدره 322.8 لكل كيلومتر مربع (836.0/ميل2).
وتوزع التركيب العرقي للمدينة بنسبة 96.75% من البيض و0.62% من الأمريكيين الأفارقة و0.26% من الأمريكيين الأصليين و0.48% من الأمريكيين ذوي الأصول الآسيوية و0.86% من الأعراق الأخرى و1.02% من عرقين مختلطين أو أكثر و2.61% من الهسبانيون أو اللاتينيون من أي عرق.
بلغ عدد الأسر 2,314 أسرة كانت نسبة 31.6% منها لديها أطفال تحت سن الثامنة عشر تعيش معهم، وبلغت نسبة الأزواج القاطنين مع بعضهم البعض 49.3% من أصل المجموع الكلي للأسر، ونسبة 11.2% من الأسر كان لديها معيلات من الإناث دون وجود شريك،  بينما كانت نسبة 3.5% من الأسر لديها معيلون من الذكور دون وجود شريكة وكانت نسبة 35.9% من غير العائلات. تألفت نسبة 31.2% من أصل جميع الأسر من عدة أفراد يعيشون في نفس المنزل ونسبة 15.8% كانت تتألف من شخص يعيش بمفرده يبلغ من العمر 65 عاماً أو أكثر. وبلغ متوسط حجم الأسرة المعيشية 2.35، أما متوسط حجم العائلات فبلغ 2.93.
بلغ العمر الوسطي للسكان 40.1 عاماً. وكانت نسبة 23.6% من القاطنين تحت سن الثامنة عشر، وكانت نسبة 8% بين الثامنة عشر والرابعة والعشرين عاماً، ونسبة 24.8% كانت واقعةً في الفئة العمرية ما بين الخامسة والعشرين والرابعة والأربعين عاماً، ونسبة 21% كانت ما بين الخامسة والأربعين والرابعة والستين، ونسبة 18.4% كانت ضمن فئة الخامسة والستين عاماً فما فوق. يوجد لكل 100 أنثى 92.1 ذكر، ويوجد لكل 100 أنثى في الثامنة عشر من عمرها فما فوق 86.1 ذكر.
بلغ متوسط دخل الأسرة في المدينة 30,440 دولارًا، أما متوسط دخل العائلة فبلغ 40,000 دولارًا. وكان متوسط دخل الذكور 30,516 دولارًا مقابل 19,680 دولارًا للإناث. وسجل دخل الفرد الخاص بالمدينة 16,638 دولارًا. وكانت نسبة 12.7% من العائلات ونسبة 15.4% من السكان تحت خط الفقر، وكان من هؤلاء نسبة 22.8% تحت سن الثامنة عشر ونسبة 8.6% في الخامسة والستين من العمر وما فوق.

### تعداد عام 2010
بلغ عدد سكان واتسكا 5,255 نسمة بحسب تعداد عام 2010، وبلغ عدد الأسر 2,285 أسرة وعدد العائلات 1,332 عائلة مقيمة في المدينة. في حين سجلت الكثافة السكانية 688.7 نسمة لكل كيلومتر مربع (1,783.7/ميل2). وبلغ عدد الوحدات السكنية 2,537 وحدة بمتوسط كثافة قدره 332.5 لكل كيلومتر مربع (861.2/ميل2).
وتوزع التركيب العرقي للمدينة بنسبة 95.07% من البيض و0.78% من الأمريكيين الأفارقة و0.19% من الأمريكيين الأصليين و0.69% من الأمريكيين ذوي الأصول الآسيوية و1.75% من الأعراق الأخرى و1.52% من عرقين مختلطين أو أكثر و3.60% من الهسبانيون أو اللاتينيون من أي عرق.
بلغ عدد الأسر 2,285 أسرة كانت نسبة 26.9% منها لديها أطفال تحت سن الثامنة عشر تعيش معهم، وبلغت نسبة الأزواج القاطنين مع بعضهم البعض 41.4% من أصل المجموع الكلي للأسر، ونسبة 12.5% من الأسر كان لديها معيلات من الإناث دون وجود شريك،  بينما كانت نسبة 4.4% من الأسر لديها معيلون من الذكور دون وجود شريكة وكانت نسبة 41.7% من غير العائلات. تألفت نسبة 36.5% من أصل جميع الأسر من عدة أفراد يعيشون في نفس المنزل ونسبة 19.8% كانت تتألف من شخص يعيش بمفرده يبلغ من العمر 65 عاماً أو أكثر. وبلغ متوسط حجم الأسرة المعيشية 2.24، أما متوسط حجم العائلات فبلغ 2.91.
بلغ العمر الوسطي للسكان 43.7 عاماً. وكانت نسبة 22.7% من القاطنين تحت سن الثامنة عشر، وكانت نسبة 7.1% بين الثامنة عشر والرابعة والعشرين عاماً، ونسبة 22% كانت واقعةً في الفئة العمرية ما بين الخامسة والعشرين والرابعة والأربعين عاماً، ونسبة 25.5% كانت ما بين الخامسة والأربعين والرابعة والستين، ونسبة 22.7% كانت ضمن فئة الخامسة والستين عاماً فما فوق. وتوزع التركيب الجنسي للسكان بنسبة 46.8% ذكور و53.2% إناث.

## أعلام
- كرايغ كالهون
- بي. سي. كاست
- فيرن أندرا
- سام كامبل
- ريكس إيفرهارت